# Маццола, Валентино
Валенти́но Маццо́ла (итал. Valentino Mazzola; 26 января 1919, Кассано-д’Адда — 4 мая 1949, Турин) — итальянский футболист, нападающий. Лучший бомбардир чемпионата Италии 1949 года. Был капитаном сборной Италии и клуба «Торино». Погиб в авиакатастрофе у Суперга, унёсшей жизни 31-го человека, включая 17 игроков «Торино». Отец известных футболистов Алессандро Маццолы и Ферруччо Маццолы.

## Биография
Валентино Маццола родился в семье чернорабочего, где, помимо него, было ещё 4 брата. Вскоре после рождения Валентино, отец семейства скончался, и матери пришлось одной воспитывать детей. Семья была на грани нищеты, бывало не хватало денег даже на хлеб. Чтобы помочь семье, Валентино бросил начальную школу и стал работать. В возрасте 10 лет Маццола спас жизнь мальчику, тонущему в реке Адда; через несколько лет спасённый Маццолой ребёнок, Андреа Бономи, стал играть в футбол, а потом добился капитанской повязки в «Милане». Маццола с юных лет интересовался футболом: он организовал команду сверстников, которые установили штанги и даже поставили сетку ворот. Из-за этого Маццолу привезли в полицию, когда у местных рыбаков исчезли сети, а кто-то рассказал, что видел Маццолу, натягивающего сетку на ворота. Несмотря на наличие сеток и ворот, юные футболисты играли сшитыми кусками ткани или жестяными банками, которые заменяли им мяч.
Первой командой Маццолы стала «Спортивная группа Карло Тресольди», за которую он начал выступать в возрасте 14 лет, дебютировав в юношеском чемпионате города Тревильо. Одновременно он работал на предприятии, которым владел хозяин клуба. В 1936 году Маццола дебютировал в первой команде клуба, выступавшего в 1-м дивизионе своего региона. Однако Маццола не помог клубу выйти в серию С, более того, в 1938 году клуб занял в чемпионате последнее место. В 1938 году Маццола стал играть за клуб серии С «Альфа-Ромео», который представлял одноимённый миланский автозавод, на котором работал Маццола. В клубе Маццола провёл только 1 сезон, дальнейшей его карьере помешало начало Второй мировой войны. Маццола был призван на флот, который базировался в Венеции. На флоте Маццола продолжал играть в футбол, а затем добился возможности пройти просмотр в местном клубе «Венеция». Маццола понравился руководству команды, но у него была проблема — отсутствие бутс, из-за чего офицеры корабля отказывали Маццоле в возможности ходить на тренировки. Но Маццола сказал: «Я могу играть даже босым».
В «Венеции» Маццола был поставлен на левый фланг нападения, дебютировав 31 марта 1940 года в матче с «Лацио», в котором его клуб проиграл 0:1. Там он взаимодействовал с Эцио Лойком, левым вингером, пришедшим в 1940 году из «Милана». В 1941 году «Венеция» победила в Кубке Италии, победив в двухматчевом противостоянии «Рому» (Маццола забил в первой игре, завершившейся со счётом 3:3 в дополнительное время), впервые выиграв трофей национального масштаба. В следующем году Маццола занял с «Венецией» 3-е место в чемпионате страны, а также 5 апреля 1942 года дебютировал в составе сборной Италии в товарищеском матче с Хорватией. В следующей игре за сборную, 19 апреля, Маццола забил свой первый гол в составе национальной команды, поразив ворота Испании.
Летом 1942 года Маццола перешёл в клуб «Торино», опередивший в предыдущем сезоне Венецию на одно очко. Переход в «Торино» состоялся несмотря на то, что руководство «Венеции» имело устный договор о переходе Маццолы в «Ювентус». Однако решающее значение сыграла сумма в 200 тыс. лир, а также бесплатный переход двух футболистов «Торино» в венецианскую команду. Переход Маццолы держался в секрете, однако болельщики «Венеции» каким-то образом узнали о нём. Более того, первая игра Маццолы за «Торино» состоялась с «Венецией», болельщики которой кричали слово «продажный», однако это не помешало «Торино» выиграть матч 3:1. В 1943 году Маццола помог «Торино» выиграть свой первый за 15 лет чемпионат Италии, а Маццола забил гол, принёсший победу в матче с «Бари», после которой клуб выиграл первенство. В 1944 году Торино занял в чемпионате 2-е место, а Маццола забил 11 голов. Затем «Торино» стал 4 раза подряд чемпионом Италии, а Маццола входил в список лучших бомбардиров первенства, забивая не менее 16-ти голов. В 1947 году Маццола стал лучшим бомбардиром чемпионата, забив 29 голов, из них 4 «хет-трика» и 3 «дубля». В сезоне 1947—1948 «Торино» установил рекорд, когда опередил ближайшего преследователя — «Милан» — на 16 очков, а до этого, 11 мая 1947 года, в матче сборной Италии с Венгрией, десять из одиннадцати игроков итальянцев были представителями «Торино». Во всех этих победах и достижениях Маццола сыграл главную роль, он был капитаном команды, её лидером и организатором атак. Его заработная плата была выше, чем у остальных членов команды, но при этом никто не высказывал по этому поводу недовольства. 11 ноября 1945 года Маццола провёл свой лучший матч за сборную, когда сделал 4 голевых паса в матче со Швейцарией (4:4). Всего за сборную Маццола провёл 12 матчей и забил 4 гола.

«Он один является половиной команды. Другой половиной являемся мы все вместе». Марио Ригамонти о Маццоле
3 мая 1949 года «Торино» провёл в Лиссабоне товарищескую игру против местной «Бенфики». Игра была посвящена уходу из футбола португальского футболиста Шико Феррейры, и одним из её организаторов был Валентино Маццола, полетевший с командой, несмотря на болезнь. Во время обратного полёта в Турин самолёт попал в зону повышенной турбулентности и разбился. Погиб 31 человек, включая Маццолу. Он был похоронен вместе с командой 6 мая 1949 года.

### Личная жизнь
Маццола был дважды женат. От брака у него родились два сына, Сандро и Ферруччо (назван в честь президента «Торино», Феруччо Ново), ставшие футболистами. После развода родителей в 1946 году Сандро стал жить с отцом, а Феруччо с матерью. С ранних лет Валентино брал Сандро с собой на тренировки и продолжал это делать вплоть до своей гибели.

## Память
Именем Маццолы, почитаемого как одна из ярчайших личностей в истории мирового футбола, пресса окрестила бразильского футболиста Жозе Алтафини в расцвет его карьеры, находя сходство между двумя талантливыми футболистами как по игровым, так и по внешним данным.
Именем Валентино Маццолы был назван любительский футбольный клуб.[значимость факта?]

## Статистика
| Сезон              | Клуб               | Выступленя         | Выступленя | Выступленя |
| Сезон              | Клуб               | Лига               | Игры       | Голы       |
| ------------------ | ------------------ | ------------------ | ---------- | ---------- |
| 1936/1938          | Тресольди          | Прима Дивизион     | ?          | ?          |
| 1938/1939          | Альфа-Ромео        | Серия С            | ?          | ?          |
| 1939/1940          | Венеция            | Серия А            | 6          | 1          |
| 1940/1941          | Венеция            | Серия А            | 27         | 6          |
| 1941/1942          | Венеция            | Серия А            | 28         | 5          |
| Всего за «Венецию» | Всего за «Венецию» |                    | 61         | 12         |
| 1942/1943          | Торино             | Серия А            | 30         | 11         |
| 1943/1944          | Торино             | Военный чемпионат  | 25         | 21         |
| 1945/1946          | Торино             | Дивизион Национале | 36         | 16         |
| 1946/1947          | Торино             | Серия А            | 38         | 29         |
| 1947/1948          | Торино             | Серия А            | 37         | 25         |
| 1948/1949          | Торино             | Серия А            | 30         | 16         |
| Всего за «Торино»  | Всего за «Торино»  |                    | 204        | 118        |

## Достижения

### Командные
- Обладатель Кубка Италии: 1941, 1943
- Чемпион Италии: 1943, 1946, 1947, 1948, 1949

### Личные
- Лучший бомбардир Кубка Италии: 1943 (5 голов)
- Лучший бомбардир чемпионата Италии: 1947 (29 голов)